# Parque Nacional de Alkhanay

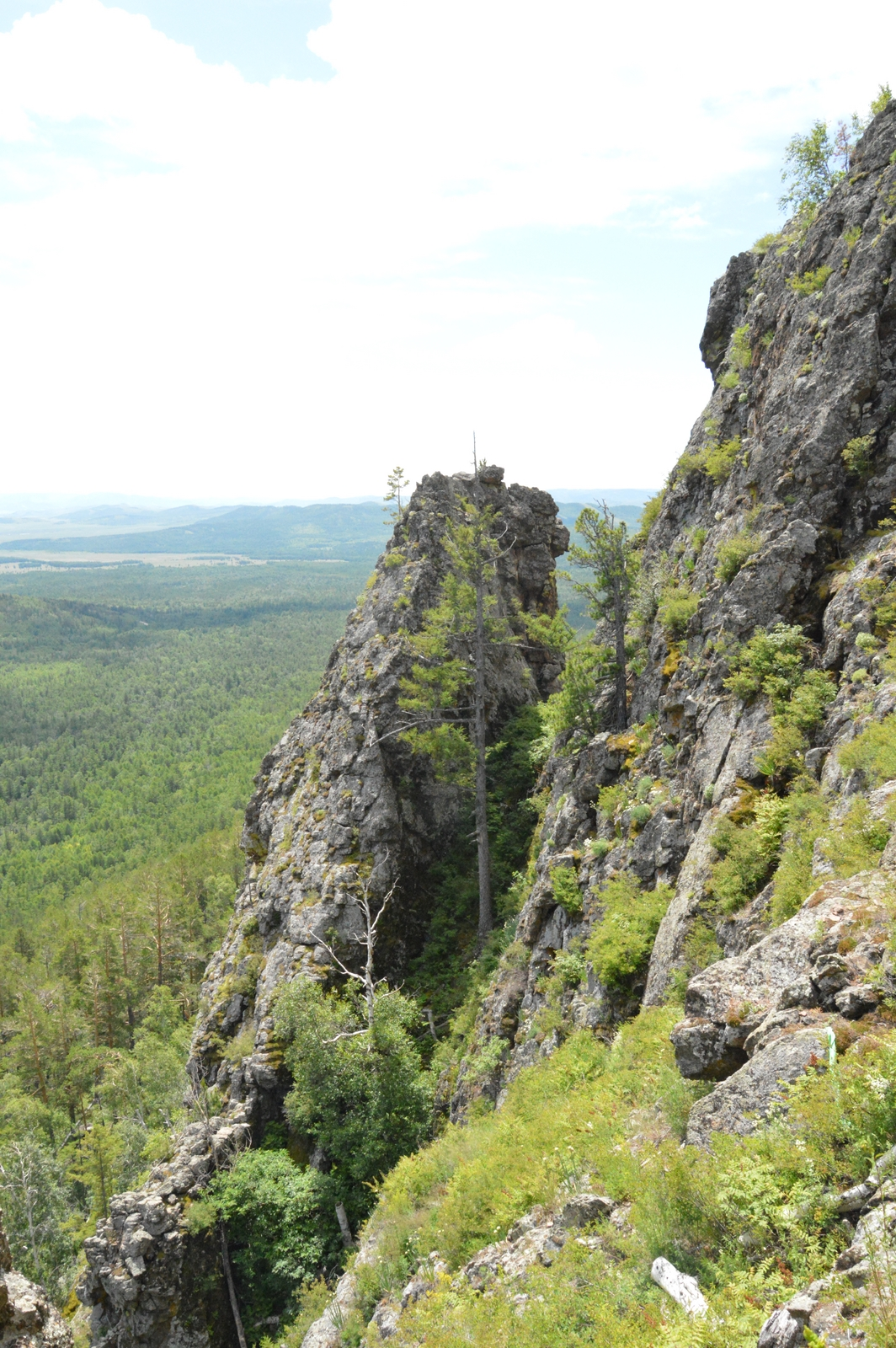
Parque Nacional de Alkhanay

O Parque Nacional de Alkhanay (em russo:  Национальный парк «Алханай») é uma área protegida na Rússia situada à volta do Monte Alkhanai, um monte sagrado e que é um ponto central na cultura do povo Buriates, actualmente o maior grupo indígena na Sibéria. O Monte Alkhanai tem sido adoptado como um lugar sagrado por diversos povos da Mongólia, entidades shamanisticas e budistas. O Dalai Lama já fez duas viagens não oficiais ao monte. A área ganhou o seu nome a partir de uma antiga lenda, na qual uma princesa refugiou-se no monte para fugir aos que a perseguiam, gritando "matem-me" em tom de desafio enquanto era perseguida, sem que a palavra "Alkhanai" pode ser traduzido para "matem-me". Apesar deste nome antigo, o objectivo das peregrinações budistas, enquanto eles sobem o monte a pé, foca-se na cura e no bem-estar. O parque gere um equilíbrio entre a protecção e conservação da natureza, juntamente com o apoio às peregrinações e às visitas turísticas às formações rochosas e às fontes minerais.

## Topografia

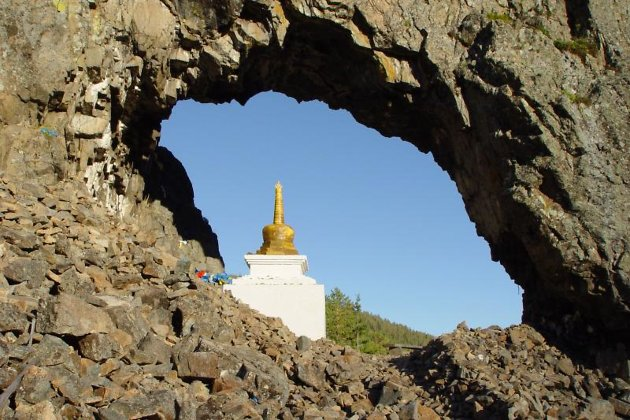
Formação rochosa "Porta do Templo"

Este parque é um dos que se localizam numa estepe florestada a média altitude(entre 1000 e 1200 metros) numa formação montanhosa. Situa-se numa zona de transição entre a taiga da Sibéria Oriental, a norte, e as estepes da Mongólia, a sul. Está localizado no distrito de Duldurginsky, no Okrug de Agin-Buryat, Krai de Zabaykalsky. O massivo Monte Alkhanai, com 1663 metros de altitude, domina a parte sul da montanha local. Os rios do parque alimentam o rio Onon, que é um tributários mais ocidentais do rio Amur.
A paisagem do parque inclui montanhas florestadas, estepes com rios e cascatas, e locais para uma boa perspectiva das planícies ao sul. O topo das montanhas tem, na sua maioria, uma forma curva, com rochas ao ar livre em certos lugares. As formações rochosas refletem o que restou dos vulcões, apresentando uma grande falha na formação rochosa, feito que já existia antes de o homem existir. Existem muito poucos lagos, contudo há também planícies aluviais.